# Marie-Paule Carpentier
Pour les articles homonymes, voir Carpentier.

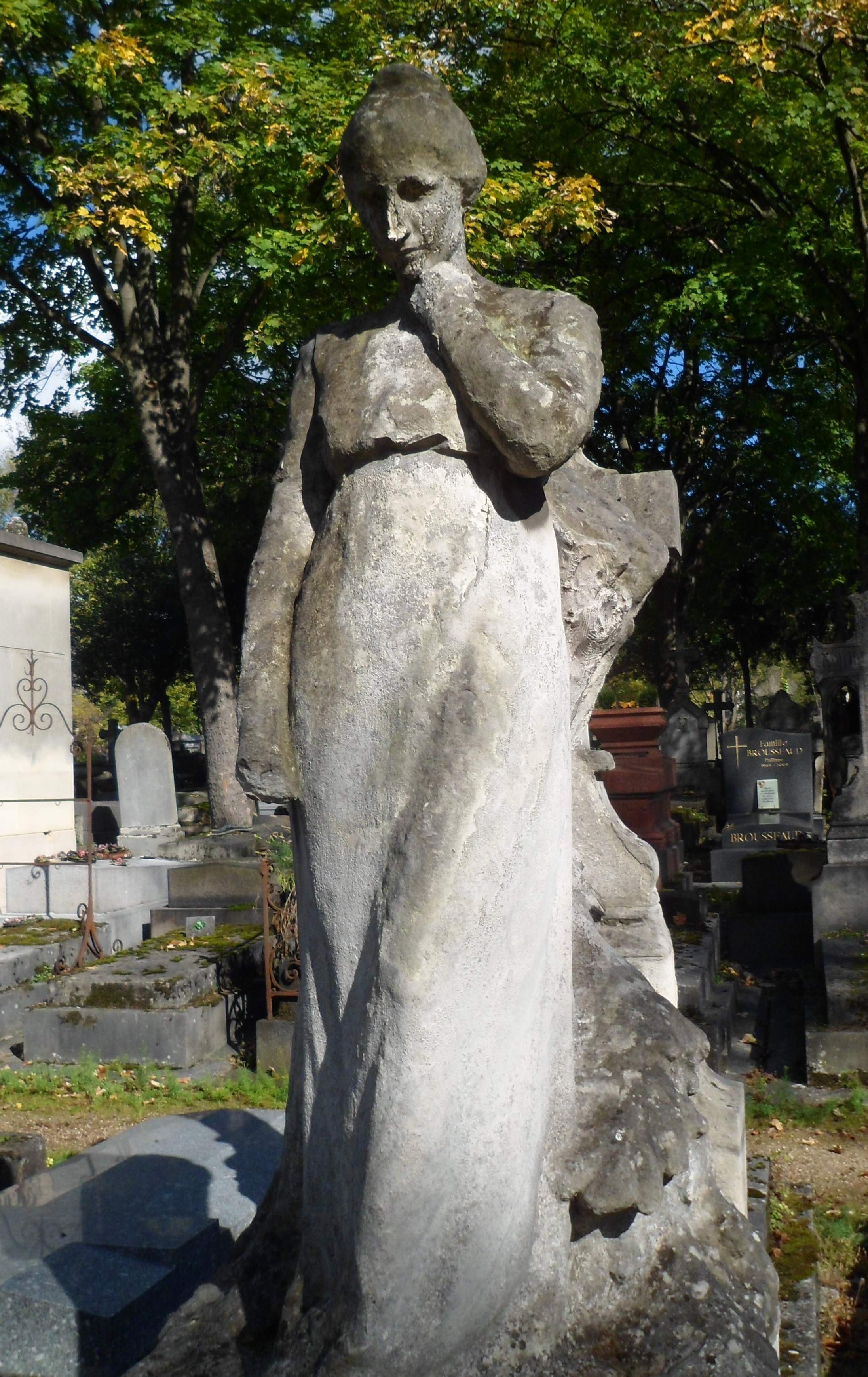
Statue de Marie-Paule Carpentier par le sculpteur Emile Oscar Guillaume.

Marie-Paule Carpentier, née le 22 février 1876 dans le 10e arrondissement de Paris et morte le 9 septembre 1915 à Saint-Cloud, est une peintre française.

## Biographie
Fille de Louise Marie Grivot et de Louis Joseph Désiré Carpentier, corroyeur, elle est également la sœur de la peintre Madeleine Carpentier. Elle est l'élève de sa sœur, elles vivaient ensemble au 60 rue du Mauberge dans le 9e arrondissement. À la suite de sa sœur, ses professeurs sont Luc-Olivier Merson, Louis-Joseph-Raphaël Collin et Pierre Vignal.
Elle peint à l'huile et aussi à l'aquarelle, notamment des vues de Versailles et de paysages bretons. Plus largement, la production artistique de Marie-Paule est axée sur des paysages de petit format à l'aquarelle et des scènes de genre, tableaux plus grands représentant des figures féminines semblables à des nymphes, qui se rapproche du travail de Jules Lefebvre, un professeur de sa sœur à l'Académie Julian, ainsi qu'à des rêveries rappelant le peintre symboliste Luc-Oliver Merson, sous lequel la peintre a elle-même a étudié. Elle peint Versailles et la côte bretonne.
Elle expose au Salon des artistes français (dont elle est membre en 1896), au Salon de la Société nationale des beaux-arts (membre à partir de 1903), au Salon des Artistes Indépendants, au Salon d'automne (en 1907, 1909 et 1910) et au Salon des aquarellistes français. En 1908, elle expose à Londres une aquarelle intitulée Sirenetta.
En mars-avril 1911, elle expose dans le cadre de la Women International Art Union, à la galerie Barbazanges.
Elle meurt de maladie le 9 septembre 1915 à Saint-Cloud, à trente-neuf ans et est inhumée au cimetière du Père-Lachaise (46e division) avec sa sœur Madeleine Carpentier.
La statue de Marie-Paule Carpentier qui orne le tombeau familial est l'œuvre du sculpteur Emile Oscar Guillaume (1867-1954). Elle a été exécutée entre 1916 et 1918, d'après le tableau peint par sa sœur Madeleine Carpentier.

## Postérité
En 1922, une galerie d'art parisienne organise une exposition rétrospective de l'œuvre de la peintre. Au total, une centaine d'aquarelles y sont exposées.
En 2013, l'exposition "Plaisirs de l'eau" au Musée des Beaux-Arts de Nantes présente des œuvres de l'artiste du 22 février au 5 mai 2013. La même année, le Musée des Beaux-arts de Libourne acquiert La Source.

## Tableaux
Elle a réalisé peu de tableaux.

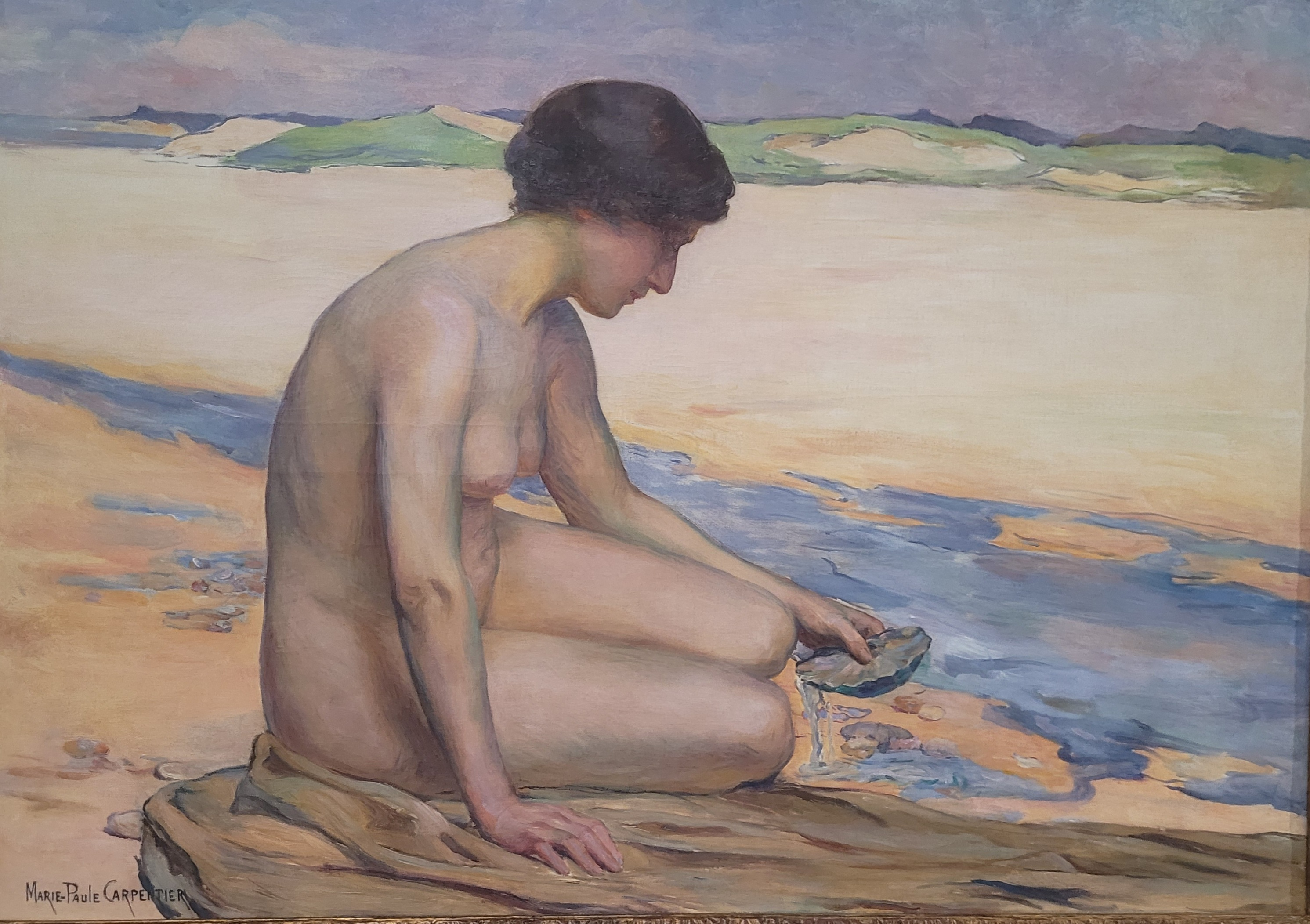
La Source (1910) de Marie-Paule Carpentier, Musée des Beaux-Arts de Libourne

### Tableaux réalisés à une date connue
- Paysage aux grands pins et voiliers, 1900 ;
- Château de Versailles, pastel, 45,72 x 55,88 cm, vers 1900-1909 ;
- Calme du soir, fusain sur papier, 20 x 30 cm, 1907, Centre Georges Pompidou ;
- Forêt vosgienne à Ste Odile, aquarelle, 65 x 36 cm, 1907, Centre Gorges Pompidou ;
- Hibiscus, huile sur toile, 52,5 x 40 cm, 1908 ;
- Tournesol, huile sur toile, 52,5 x 40 cm, 1908 ;
- La Source, huile sur toile, 86 x 120 cm, 1910, Musée des Beaux-Arts de Libourne ;
- La Régate, aquarelle, 38 cm X 28 cm, 1913.

### Tableaux réalisés à une date inconnue
- Bassin d'Apollo, Versailles, crayon et aquarelle, 55 x 36,2 cm ;
- Bassin du parc du château de Versailles, aquarelle et fusain, 56 x 39 cm ;
- Femme nue à la fontaine, aquarelle et gouache, 76 x 109,5 cm ;
- Jeune fille sur la plage, aquarelle avec pastel, 73 x 102 cm ;
- Les jardins à Versailles, pastel, 32 x 46 cm ;
- Vues de Versailles, charbon de bois et aquarelle sur papier, 29 x 39 cm ;
- Vues de Versailles, charbon de bois et aquarelle sur papier, 29 x 39 cm ;
- Vue du Jardin du Luxembourg, aquarelle et crayon.